# Cyrtinus bifasciatus
Cyrtinus bifasciatus är en skalbaggsart som beskrevs av Martins och Maria Helena M. Galileo 2009. Cyrtinus bifasciatus ingår i släktet Cyrtinus och familjen långhorningar.
Artens utbredningsområde är Panama. Inga underarter finns listade i Catalogue of Life.